# Jama Masjid (Champaner)

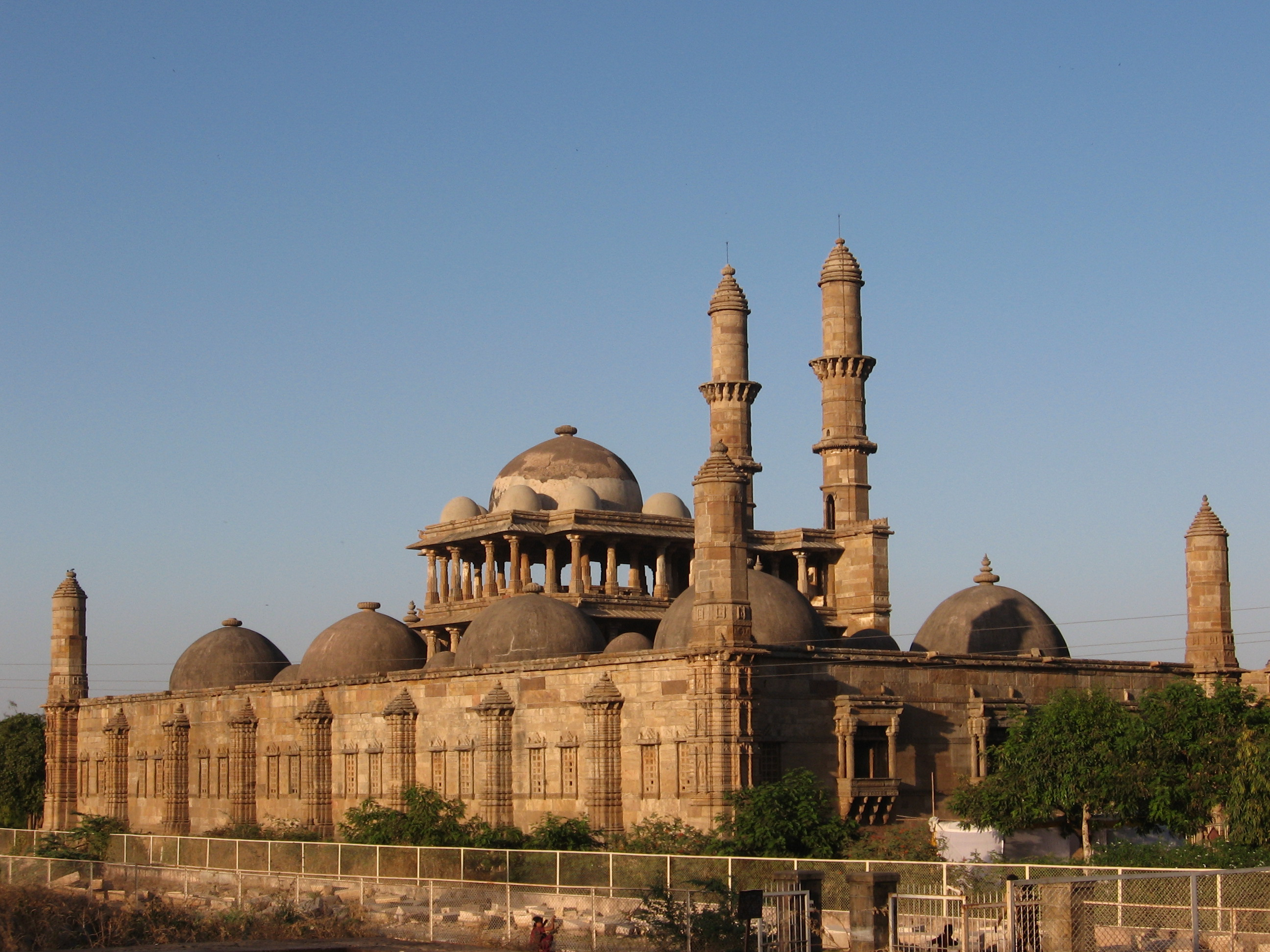
Moschee von Südwesten

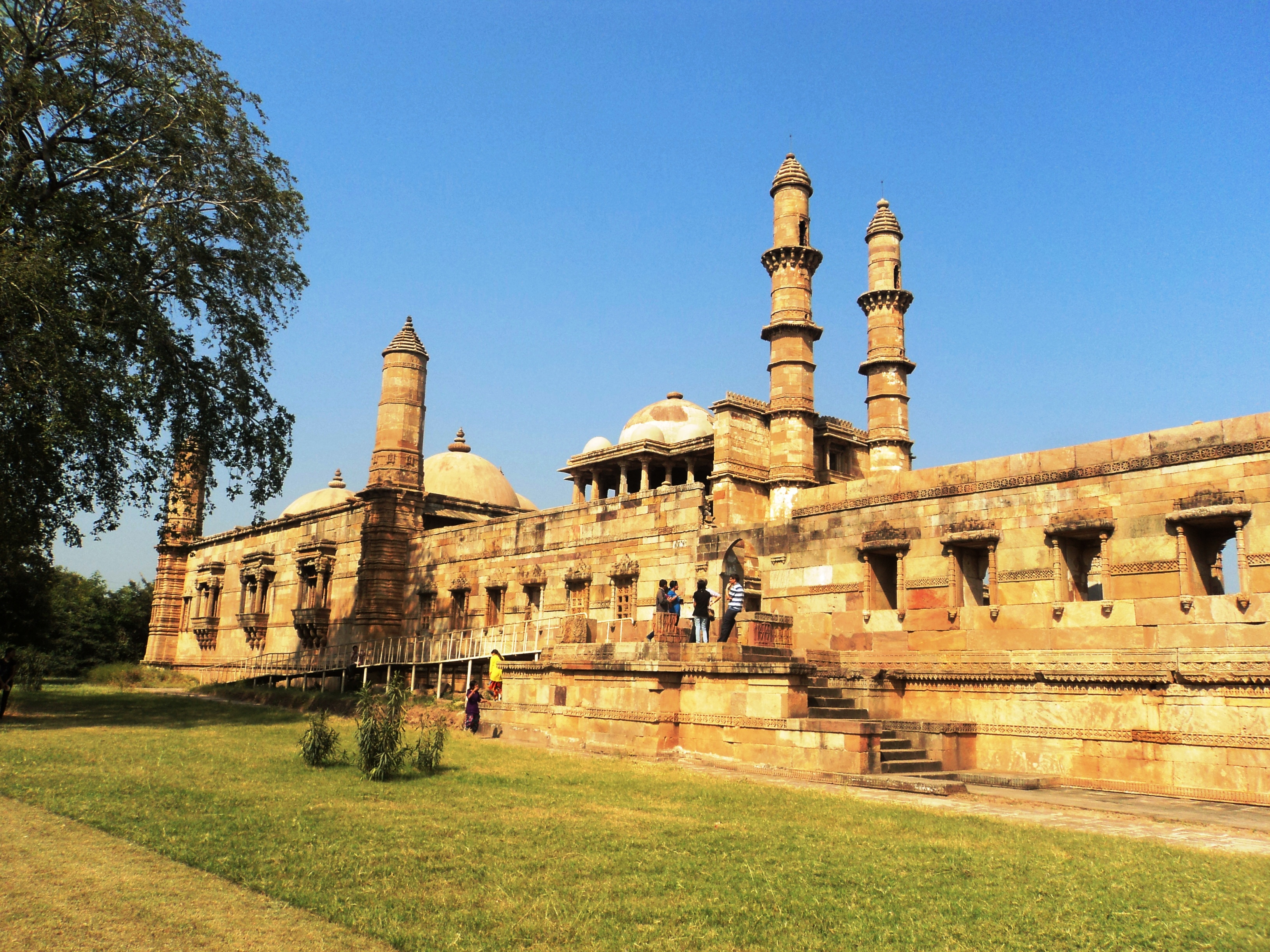
Moschee von Südosten

Die nur noch in Teilen erhaltene Freitagsmoschee (Jama Masjid) im von der UNESCO als Weltkulturerbe anerkannten Archäologischen Park von Champaner-Pavagadh im Bundesstaat Gujarat zählte einst zu den bedeutendsten Moscheen im Nordwesten Indiens.

## Lage
Die Freitagsmoschee befindet sich im Zentrum der ehemals bedeutenden Stadt Champaner, die heute nur noch ein häufig von indischen Touristen besuchter Ort mit etwa 3.000 Einwohnern ist.

## Geschichte
Die Initiative zum Bau der Moschee ging noch vom Eroberer der Hindu-Festung von Pavagadh, dem Sultan von Gujarat, Mahmud Begada (reg. 1468–1511) aus; mit dem Bau wurde jedoch erst nach seinem Tod im Jahr 1513 begonnen; die Bauarbeiten mussten immer wieder unterbrochen werden. Nach der Eroberung des Sultanats durch den Mogul-Herrscher Humayun im Jahr 1535 wurden sie noch eine Zeit lang fortgesetzt, doch hatte die ortsansässige Hindu-Bevölkerung die Stadt bereits weitgehend verlassen und weigerte sich zurückzukehren.

## Architektur

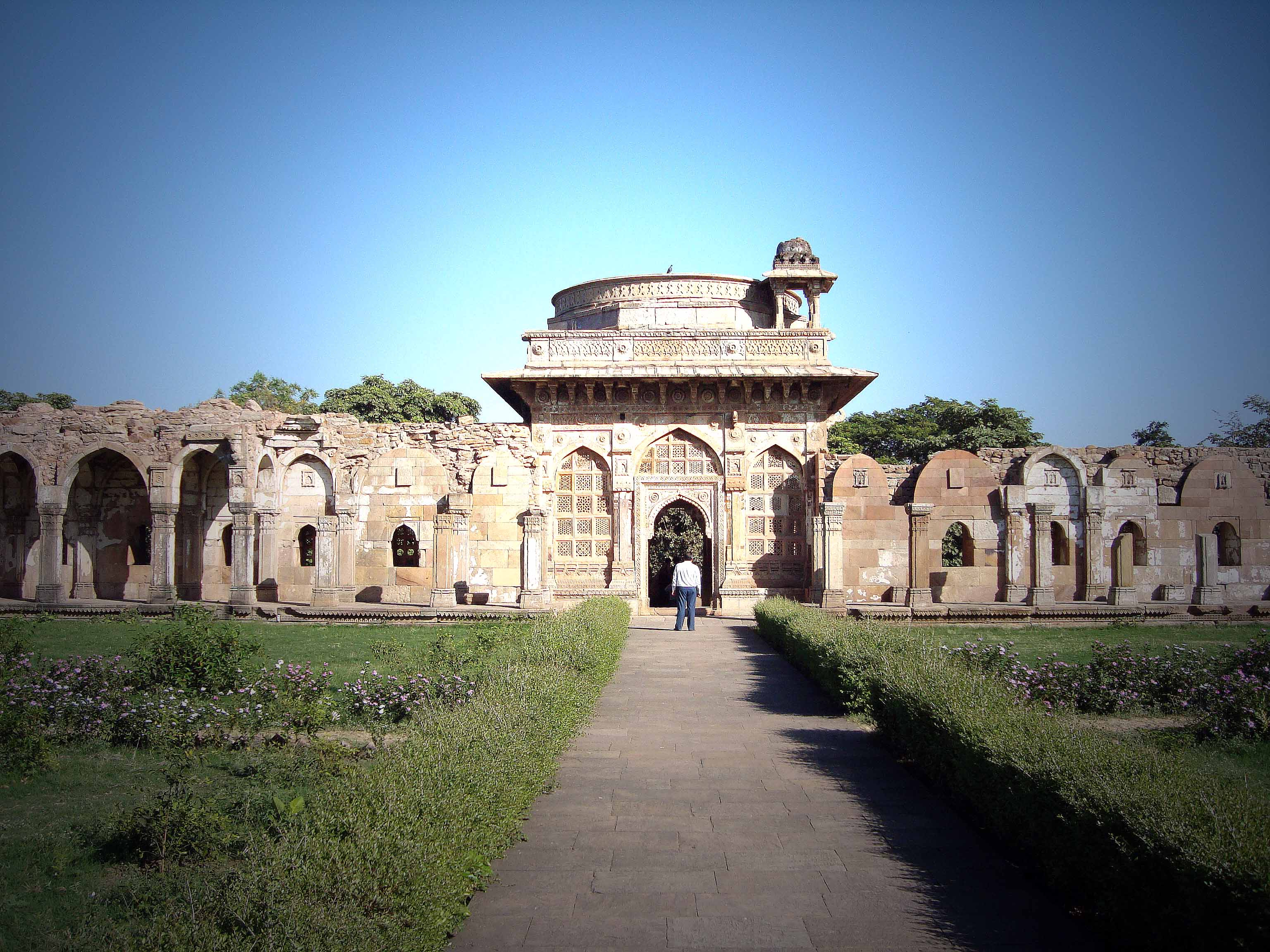
Vorhof mit Nordportal

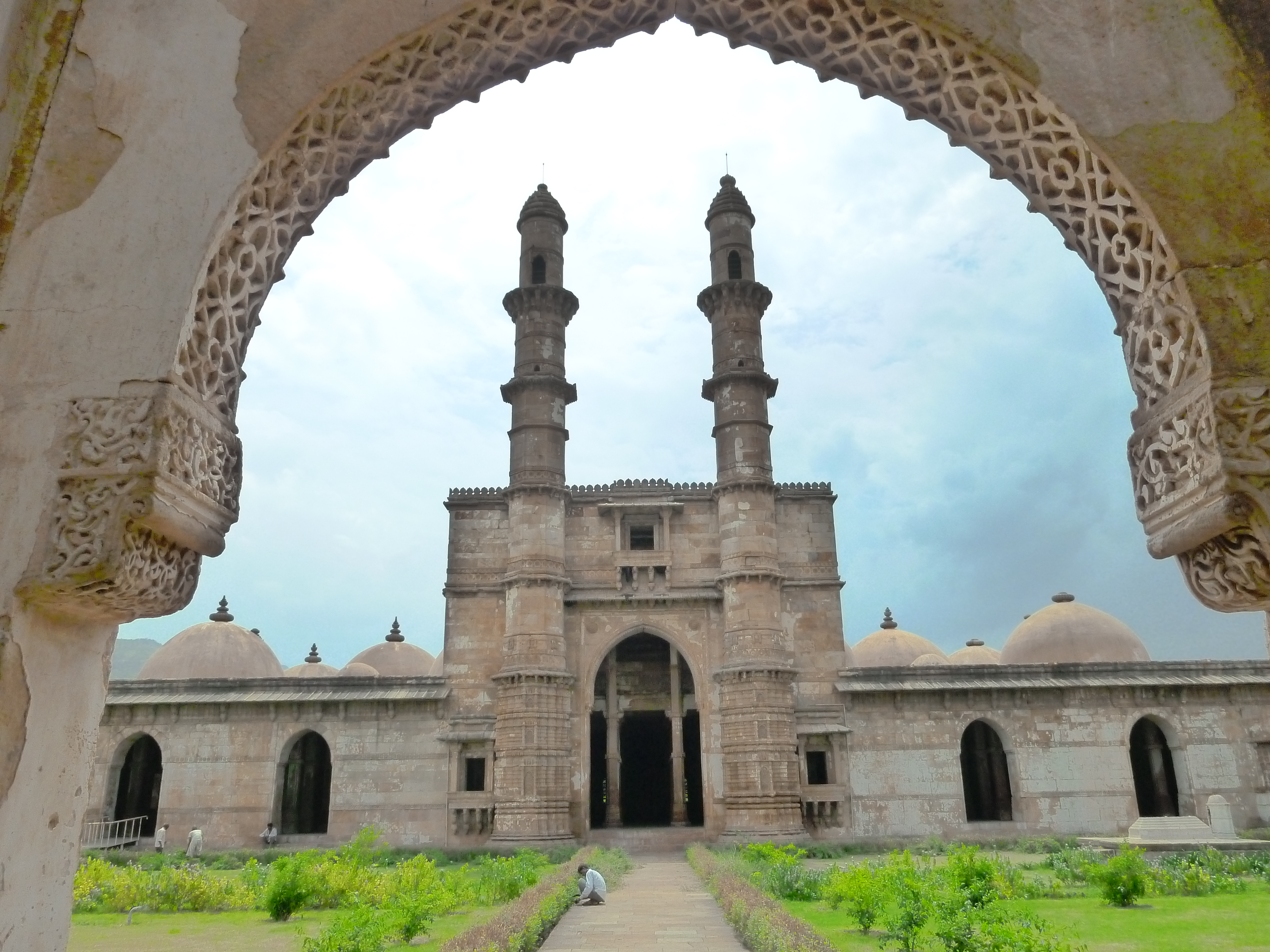
Moscheeportal

Die Architektur ist eine für die Bauzeit recht ungewöhnliche Mischung aus hinduistischen und islamischen Elementen, die in gewisser Weise an die beiden frühen Moscheebauten von Ajmer und Delhi erinnert. Als Baumaterial diente Sandstein; die Arbeiter waren zumeist Hindus. Ungewöhnlich für einen Moscheebau sind die zahlreichen, sich nach außen öffnenden Jali-Fenster und Balkone (jarokas).
Den Eingang zum aus einer Gartenanlage und der eigentlichen Moschee bestehenden Baukomplex bildet ein zweigeschossiger Torbau, der zunächst in den von seitlichen Arkaden umschlossenen und ehemals wahrscheinlich viergeteilten Gartenbereich (char-bagh) führt, in welchem der in der Mitte des Nordflügels befindliche Eingangsbau mit seinem ausgefeilten Dekor bestehend aus jalis und chhatris besonders hervorzuheben ist.
An der Westseite des Hofes befindet sich der eigentliche Eingang zur Moschee mit einem hohen Mittelportal (iwan) und zwei seitlich davon stehenden Minaretten, die durch Gesimse und Umgänge mehrfach horizontal abgestuft sind; ein Mittelbalkon unterstützt die repräsentative Außenwirkung des Portals. Dahinter befindet sich eine hohe Halle aus übereinander angeordneten Pfeilersegmenten, in welcher der bauliche Einfluss der hinduistischen Bauhandwerker erstmals deutlich wird. Noch ungewöhnlicher ist der dahinter befindliche, von zahlreichen Pfeilern getragene, zweigeschossige und von einer beinahe schwebenden Rippenkuppel mit hängendem Schlussstein überhöhte Bauteil, über dessen Zweck (Gebets- oder Repräsentationshalle?) Unklarheit besteht. Im äußersten Westen liegt die eigentliche Gebetshalle mit insgesamt sieben nach Mekka orientierten Mihrab-Nischen, von denen die mittlere durch ihre Größe und ihr Dekor besonders hervorgehoben ist. Alle Kuppeln der Moschee zeigten ehemals die typisch hinduistische Bekrönung von amalaka und kalasha; von denen jedoch nur noch wenige vollständig erhalten sind.

## Dekor
Ganz besonders hervorzuheben ist das für einen Moscheebau ungewöhnlich reichhaltige Dekor, welches sich an vielen Bauteilen (Kuppeln, Decken, Sockelzonen, Wände, Pfeiler) findet.

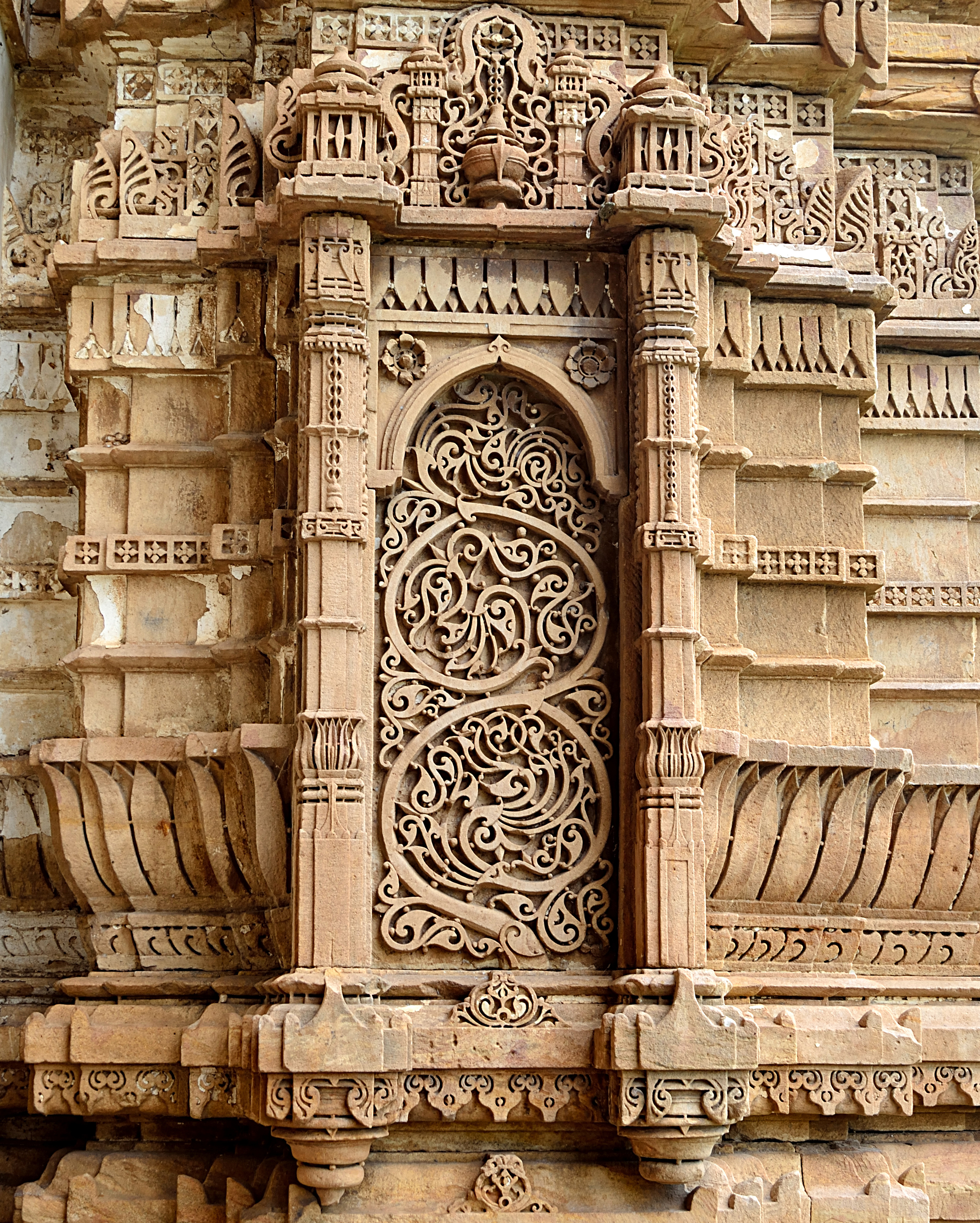
Minarett
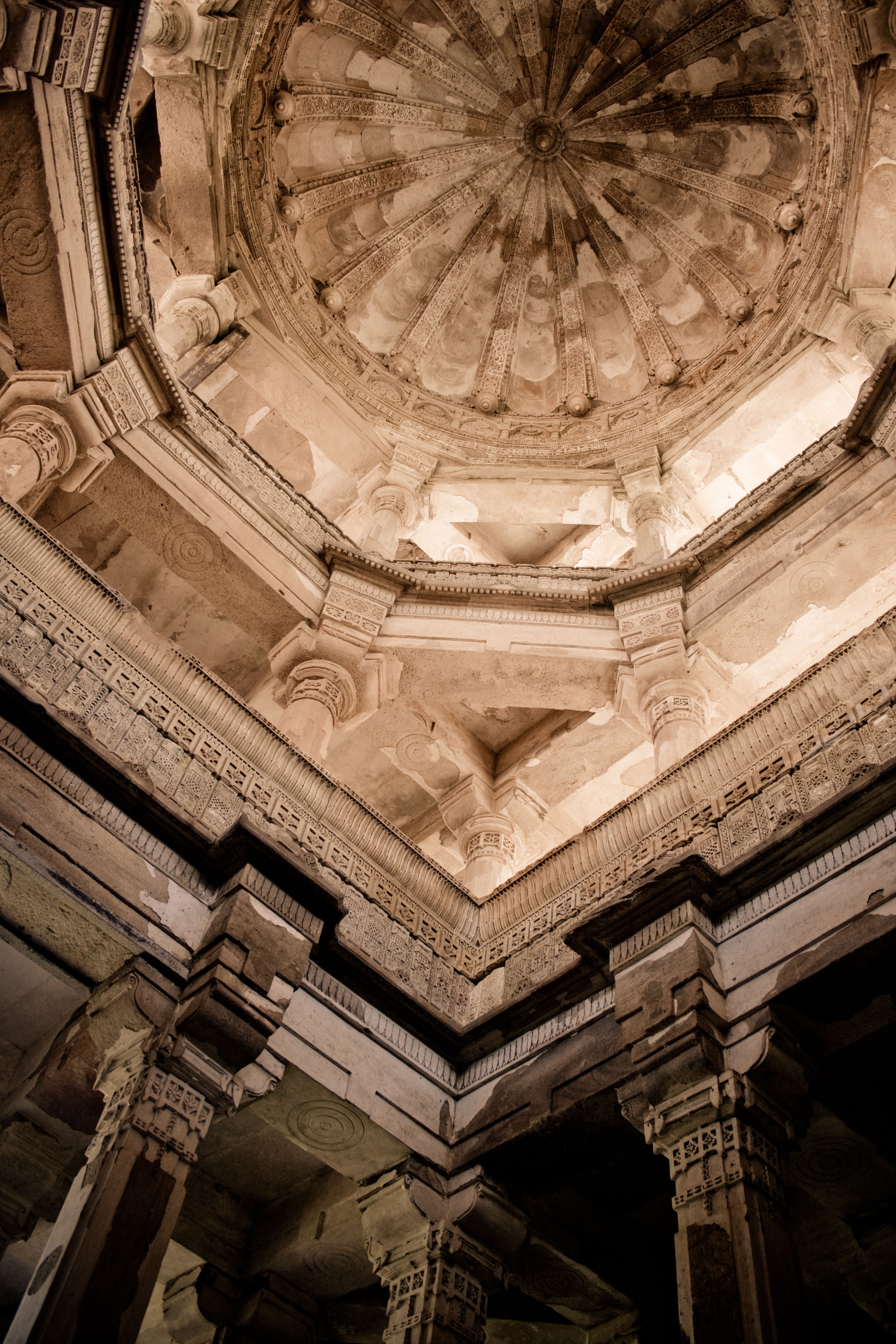
Kuppelbau
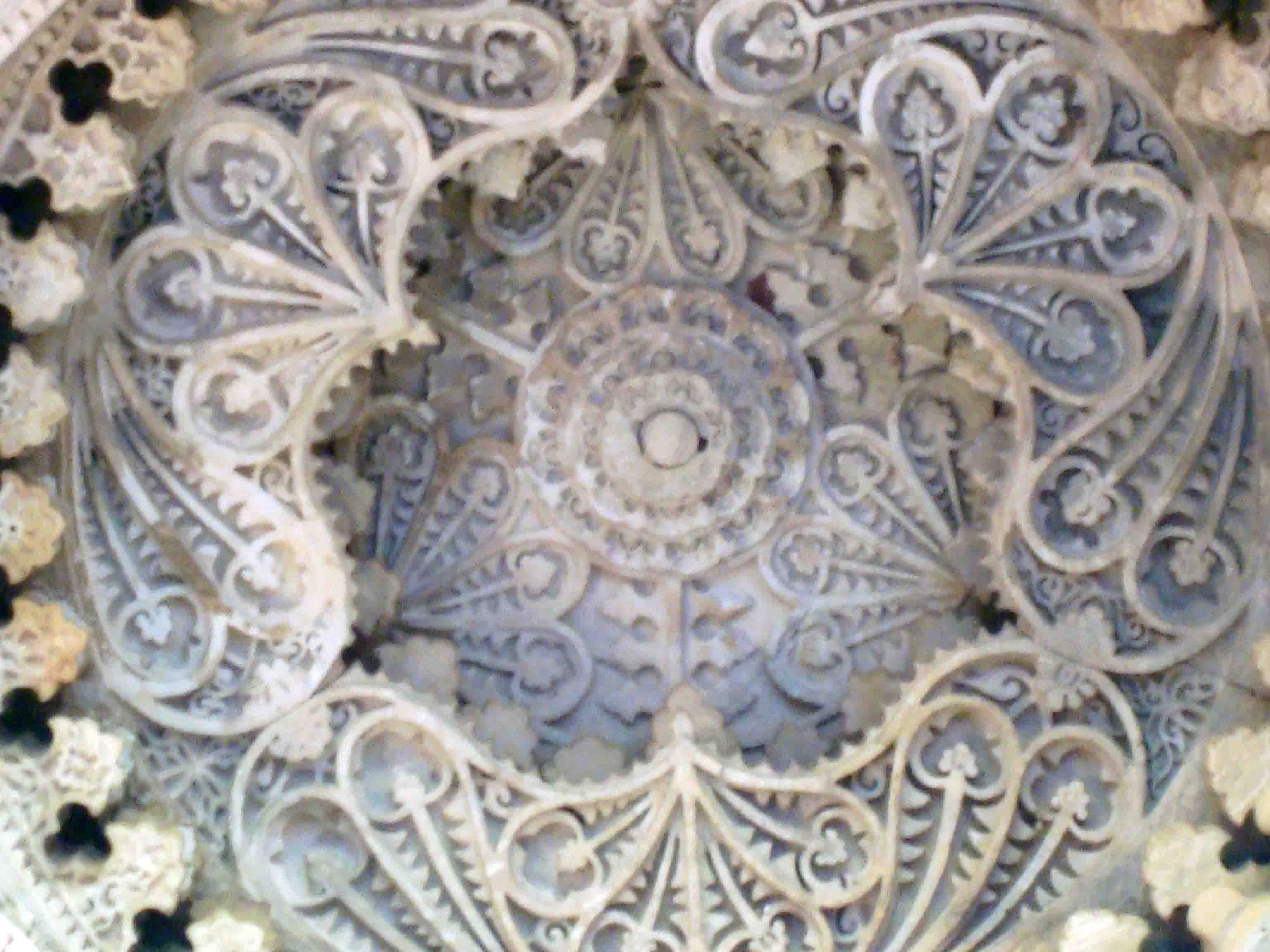
Seitenkuppel
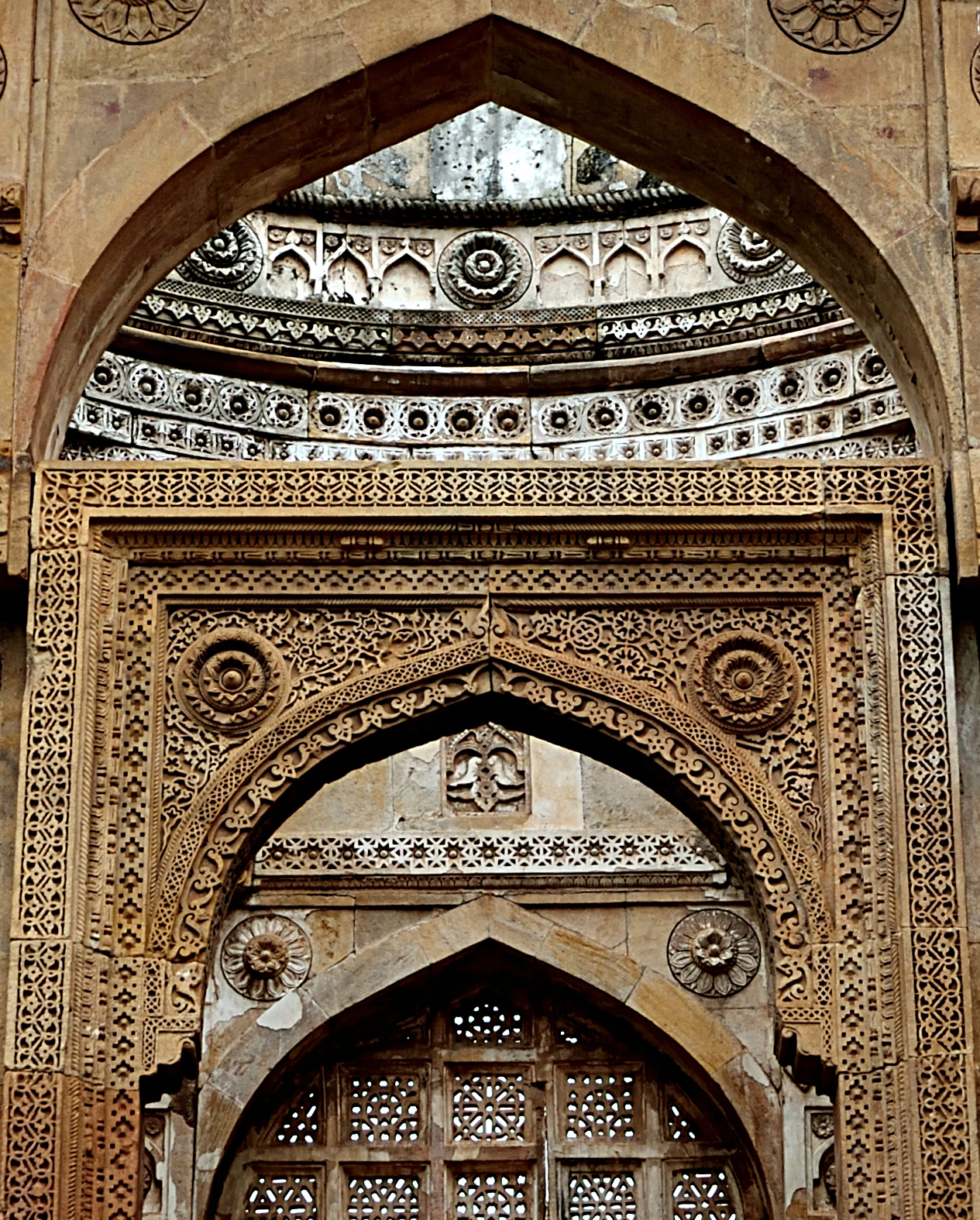
Mihrab-Nische
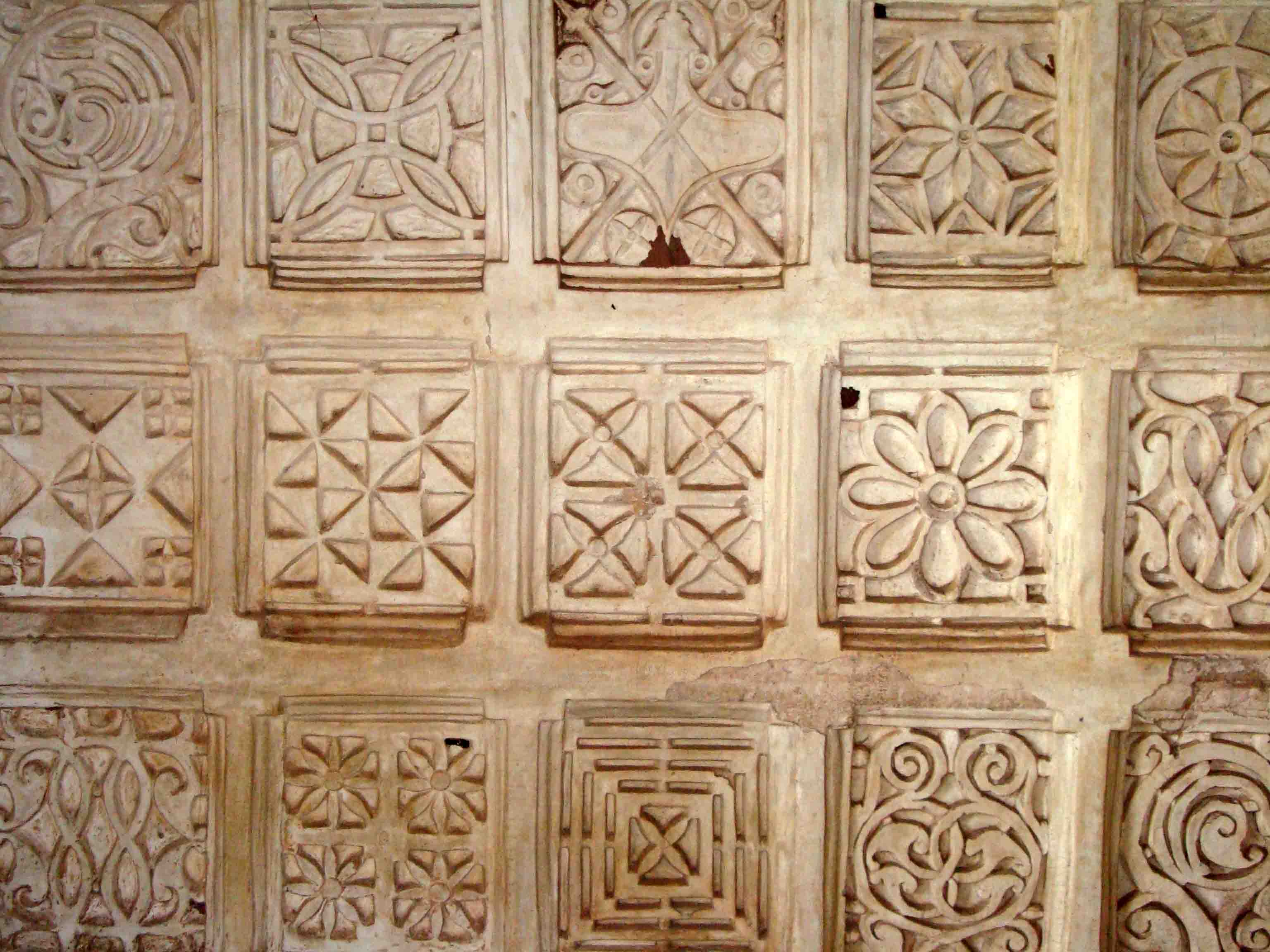
Deckenpannel
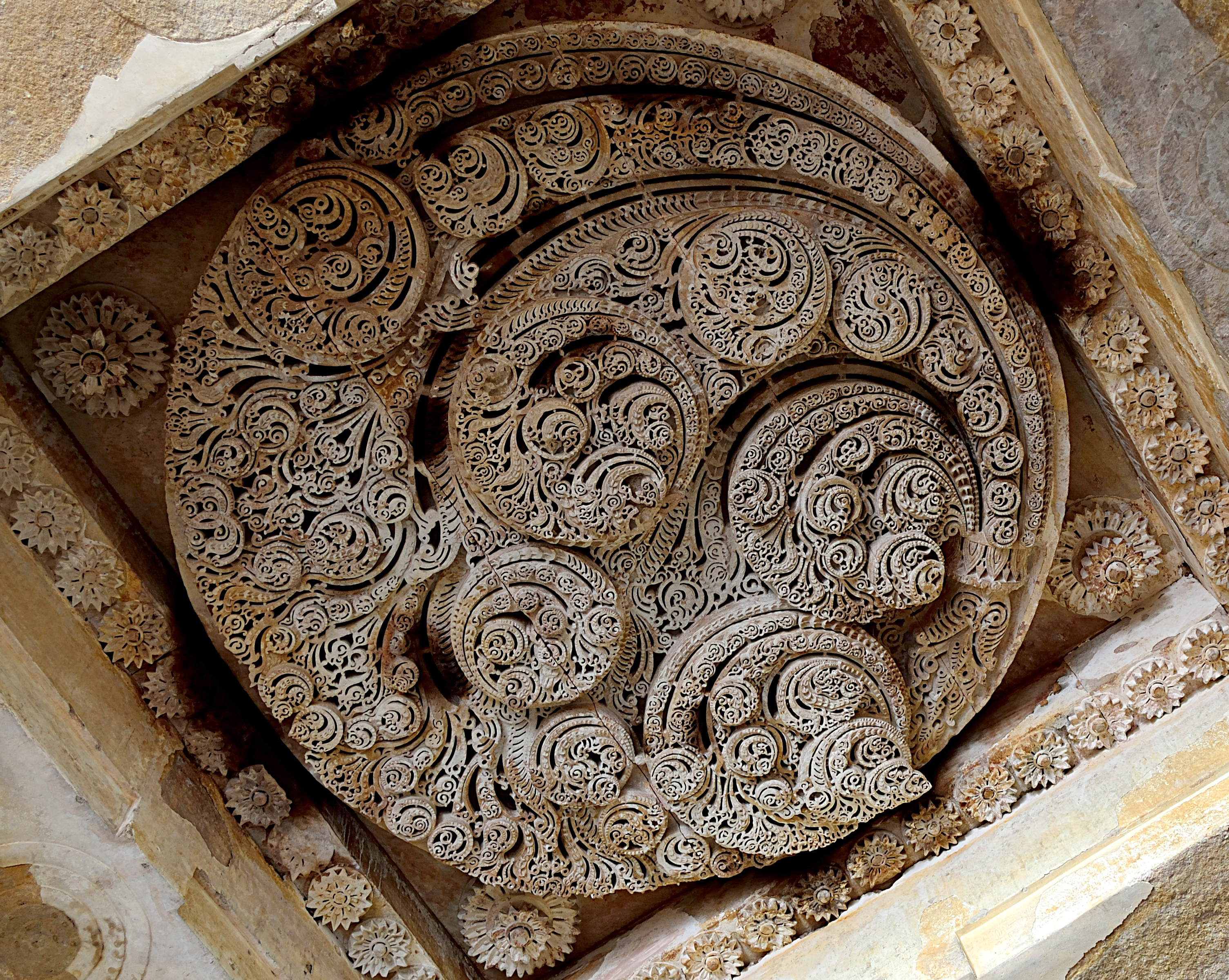
Decke (Detail)

## Stufenbrunnen

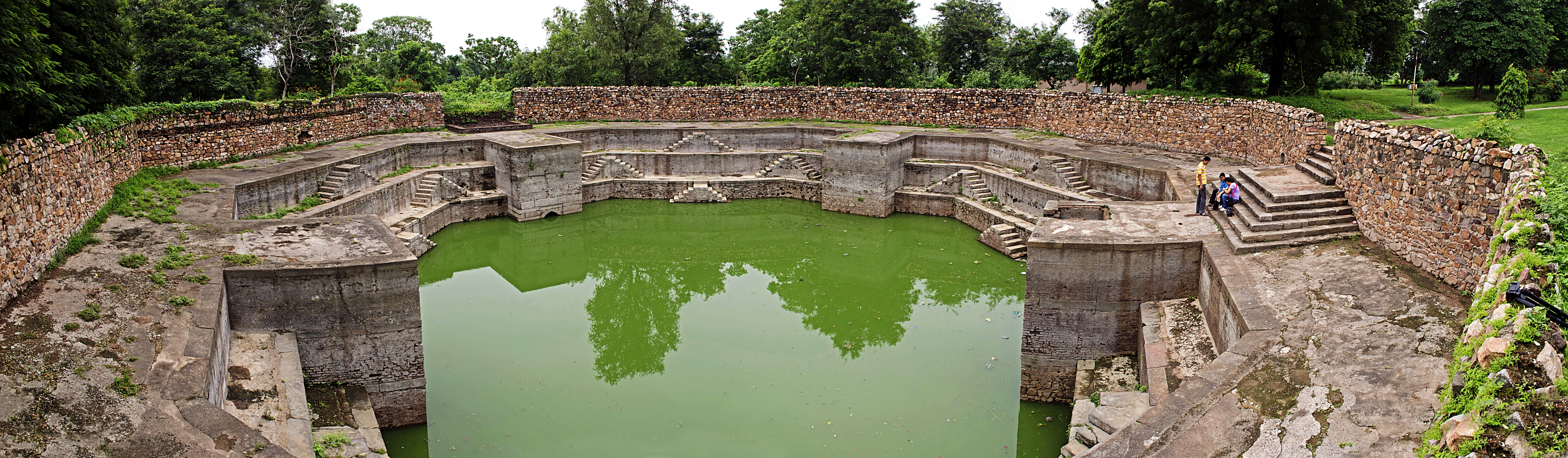
Stufenbrunnen

Etwa 30 m nördlich der Moschee befindet sich ein nahezu oktogonal angelegter Stufenbrunnen mit zahlreichen prismenartigen Treppen (ghats).